# マザー・ジョーンズ

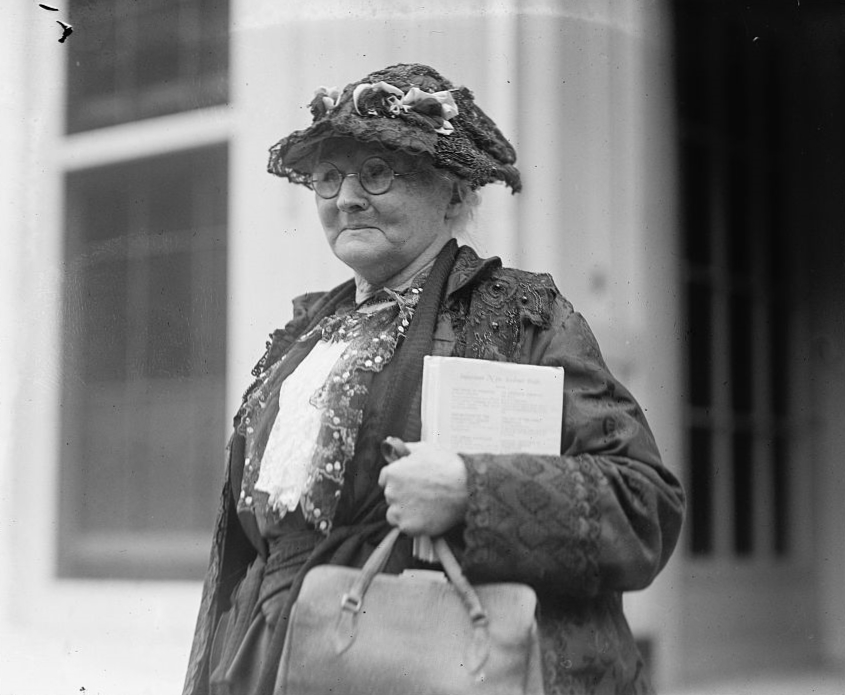
ホワイトハウスを訪問したマザー・ジョーンズ（1924年）

メアリー・ハリス・ジョーンズ（英: Mary Harris Jones、1837年8月1日 - 1930年11月30日）は、アメリカ合衆国の著名な労働運動家。マザー・ジョーンズ（Mother Jones）としてよく知られている。
アイルランドのコークに生まれる。彼女の家族は、祖父がアイルランドの全国争議への参加によって絞首刑にされた直後の1835年にカナダのトロントへ移り住んだ。彼女は学校を卒業した後、アメリカで教師や洋裁師として働いた。南北戦争の前に彼女は鋳鉄工組合の熟練工であるジョージ・ジョーンズと結婚した。
彼女の生涯での二つの大きな転機は、1867年にテネシー州で流行した黄熱病で夫と4人の子供を失ったことと、1871年のシカゴ大火で全ての財産を失ったことだった。彼女は自活することを強いられ労働運動に関係することとなり、労働騎士団（Knights of Labor）に加わった。労働騎士団は1905年に世界産業労働者組合（Industrial Workers of the World、IWW、Wobblies）となる。彼女は全国のストライキでの主催者かつ指導者として活動し、とりわけ炭坑労働者組合（United Mine Workers、UMW）やアメリカ社会党と深く関係した。組合主催者として、デモを行う労働者の妻や子供達を組織して有名になった。1903年に「子供の十字軍」として繊維工場や鉱山で働く子供たちによる行進を組織した。それは「私たちは、遊ぶための時間が欲しい！」「私たちは学校へ行きたい！」との要求の旗を持ち、ペンシルベニア州ケンジントンからニューヨーク州オイスター・ベイのセオドア・ルーズベルト大統領の家まで行われた。大統領は行進との面会を拒絶したが、その出来事は公の問題として児童労働者の実態を世間に知らしめることとなった。1930年11月30日に92歳で死去した。
1976年に全米進歩財団によって創刊された雑誌マザー・ジョーンズは、彼女の名前に因んでいる。